# Avesnes-sur-Helpe
Avesnes-sur-Helpe [avɛn syʁ ɛlp] ⓘ (ndl.: „Avenne aan de Helpe“) ist eine französische Stadt im Département Nord in der Region Hauts-de-France. Sie ist Verwaltungssitz des Arrondissements Avesnes-sur-Helpe und Teil des Kantons Avesnes-sur-Helpe.

## Geografie
Nach Avesnes-sur-Helpe wird die Umgebung Avesnois genannt, die durch eine hügelige Knicklandschaft mit Obstwiesen und kleinen Dörfern charakterisiert ist. Das Avesnois wird durch die Helpe Majeure entwässert. Avesnes-sur-Helpe liegt am linken Ufer des Flusses.

## Bevölkerung
Mit 4088 Einwohnern (Stand 1. Januar 2022) gehört Avesnes-sur-Helpe zu den mittelgroßen Gemeinden im Département Nord. 1968 erreichte die Einwohnerzahl mit 6414 ihren bisherigen Höchststand. Danach nahm die Bevölkerungszahl ab. Die Bevölkerungsdichte ist sehr hoch.
| Jahr                       | 1962 | 1968 | 1975 | 1982 | 1990 | 1999 | 2009 | 2020 |
| Einwohner                  | 6151 | 6414 | 6301 | 5955 | 5108 | 5003 | 4991 | 4158 |
| Quellen: Cassini und INSEE |      |      |      |      |      |      |      |      |

## Geschichte
Avesnes-sur-Helpe wurde im 11. Jahrhundert durch Wédric Le Barbu und dessen Sohn Thierry gegründet, die auch erste Befestigungsanlagen bauen ließen. Sie bildete eine eigene Herrschaft in der Grafschaft Hennegau, wechselte aber mehrfach den Herrn und kam 1433 an Burgund. Nach dem Tod Karls des Kühnen wurde der Ort 1477 durch König Ludwig XI. erobert und zerstört, gelangte jedoch an die Habsburger. 1556 kam Avesnes mit dem Hennegau von den österreichischen an die spanischen Habsburger und wurde 1659 im Pyrenäenfrieden an Frankreich abgetreten. Vauban ließ die Stadt auf Befehl von Ludwig XIV. neu befestigen.
Im Oktober 1793 war Avesnes während der Schlacht von Wattignies der Standort von Jourdan und Carnot. Am 21. Juni 1815 wurde die Stadt von den Preußen beschossen, bei deren ersten Granatenwürfen das Hauptpulvermagazin in die Luft flog; die Stadt musste sich wenige Stunden später ergeben.
Am Ende des Ersten Weltkriegs hatte Hindenburg von März bis September 1918 in Avesnes sein Hauptquartier. Am 15. Juni nahm Kaiser Wilhelm II. auf der Grand’Place die Truppenparade ab.

## Sehenswürdigkeiten
- Place du Général Leclercq
- Stiftskirche Saint-Nicolas aus dem Jahr 1534

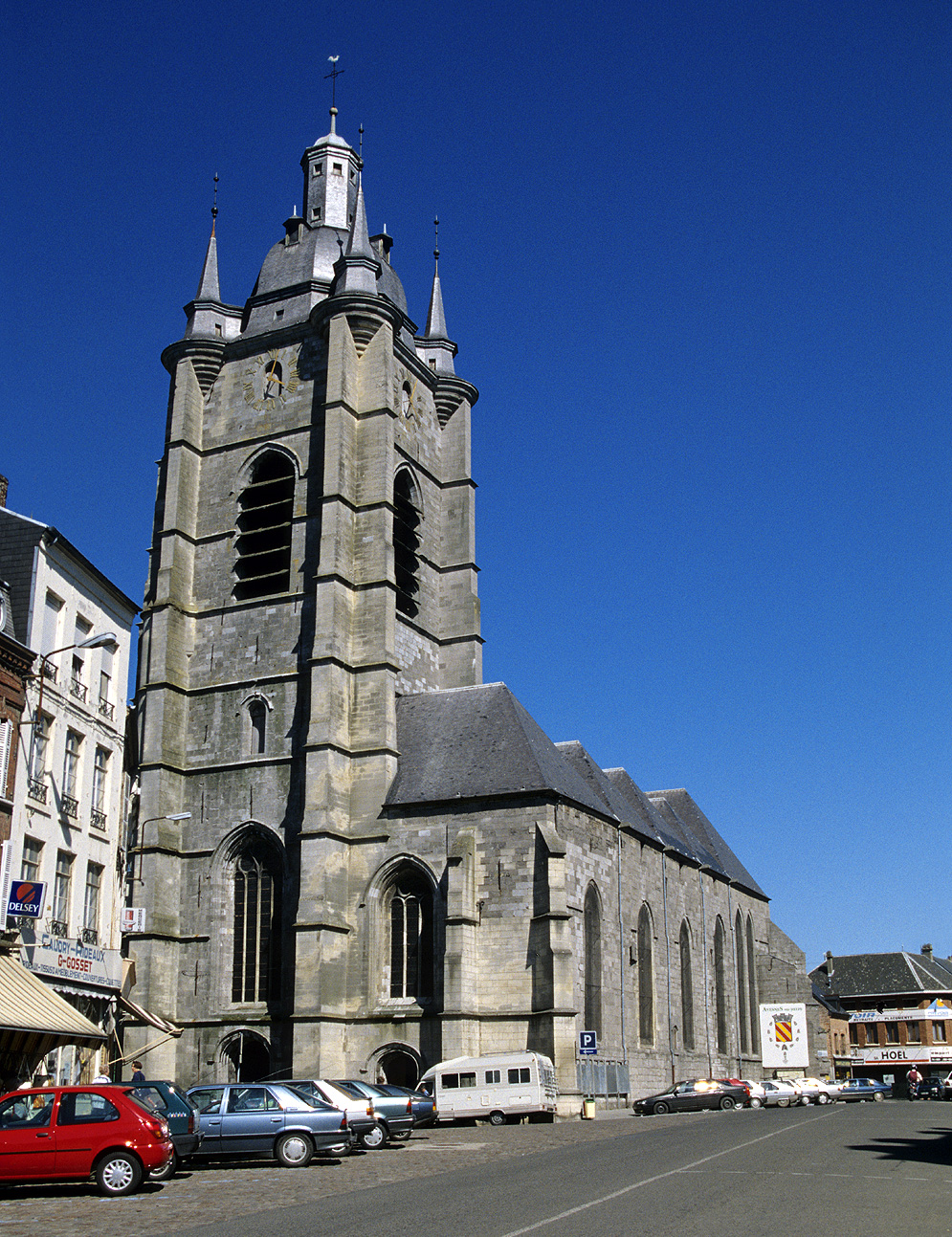
Stiftskirche
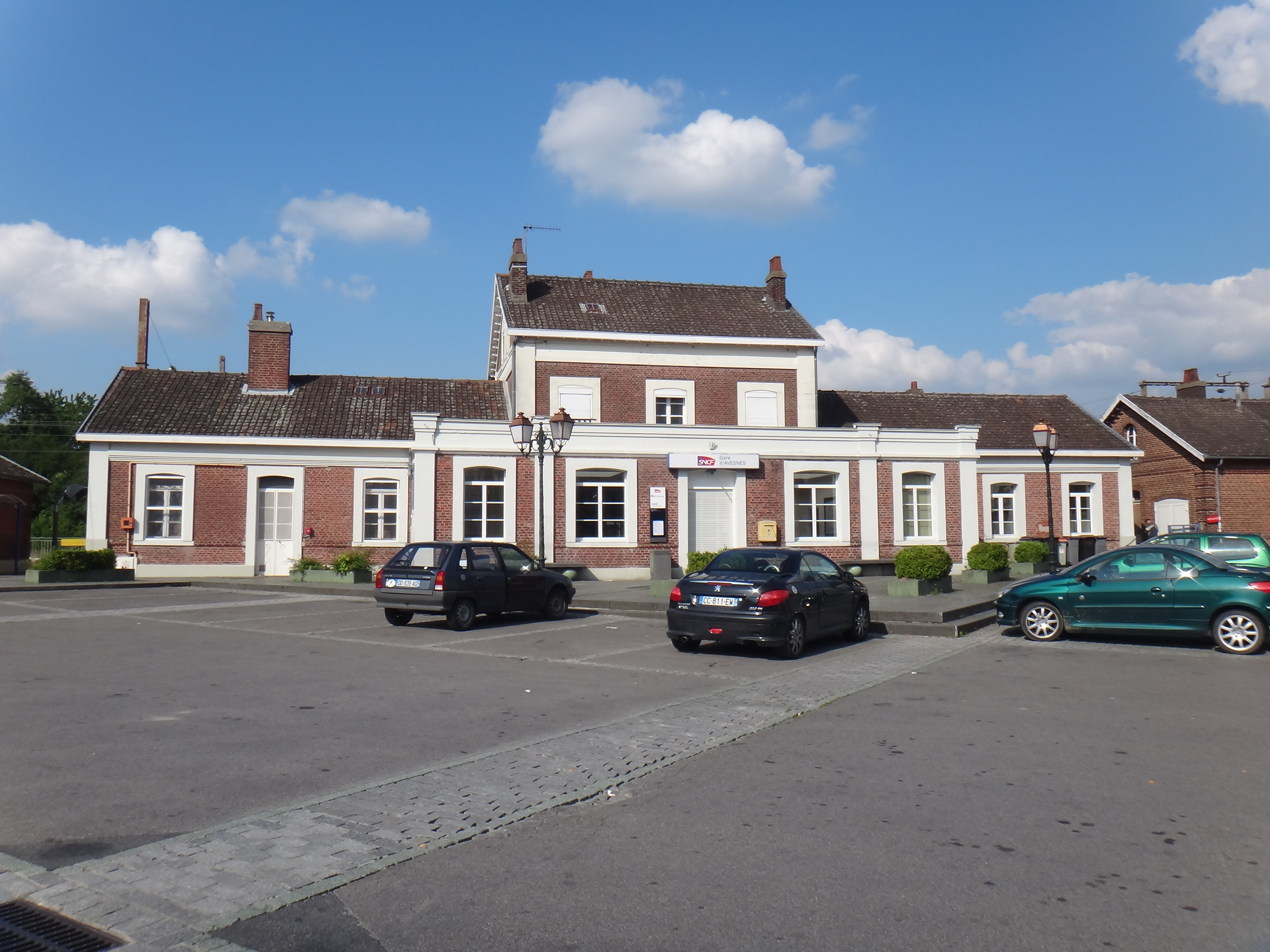
Bahnhof

## Persönlichkeiten
- Edward Barry (1809–1879), Historiker und Epigraphiker
- Jessé de Forest
- Eugène Walckiers (1793–1866), französischer Flötist und Komponist